# Systaria elberti
Systaria elberti là một loài nhện trong họ Miturgidae.
Loài này thuộc chi Systaria. Systaria elberti được Embrik Strand miêu tả năm 1913.